# Ley de Riego
La Ley de Riego con Destino Agrario, Ley 19.553, fue aprobada por el Parlamento el 18 de octubre de 2017 y finalmente promulgada el 27 de octubre de 2017 bajo la presidencia de Tabaré Vázquez. Originalmente fue impulsada por Tabaré Aguerre, Ministro de Ganadería, Agricultura y Pesca entre 2010 y 2018, durante la presidencia de José Mujica. El contenido en general de la ley es una reformulación de la Ley Nº 16.858 de 1997 de mismo título que la referida en este artículo.
La ley establece la creación de sociedades y asociaciones agrarias de riego para favorecer la construcción de represas de cierto porte en determinadas cuencas de agua a fin de mejorar la producción agropecuaria del país evitando depender del régimen de lluvias. Las sociedades agrarias de riego serán conformadas por un grupo de productores que se juntan para realizar la inversión, en cambio las asociaciones de riego serán abiertas bajo ciertas condicionantes de la ley. Se argumenta a su favor que la ley ayudará a atraer inversiones al agro.
Esta ley provocó rechazo entre la academia, grupos ecologistas, sindicatos y algunos sectores políticos por lo que estos se movilizaron juntando firmas a fin de habilitar un referéndum en las elecciones nacionales de 2019 que decida si se mantiene la ley o si se deroga. Por otro lado, la ley es defendida por una buena parte de los productores rurales y una amplia parte de los partidos políticos.